# Mitumba-Gebirge
Das Mitumba-Gebirge befindet sich im Südosten der Demokratischen Republik Kongo. Es ragt bis zu 1.735 m hoch auf.

## Geographie
Im Nordwesten und Norden geht das Gebirge in das weitläufige Kongobecken und im Nordosten in das Hochland von Marungu über. Im Osten schließen sich die Kundelungu-Berge an.

## Größte Flüsse
Die nachfolgend genannten Flüsse fließen von Süden kommend durch das Gebirge nach Norden: Lualaba-(Kongo), Lufira, Luvua. An den südlichen Ausläufern entspringen: Sambesi, Kabompo, Lunga. Nach Westen und Osten fließen keine Flüsse.

## Größte Orte
- Likasi
- Kolwezi

Koordinaten: 8° 59′ S, 26° 55′ O